# 清田智彦
清田 智彦（きよた ともひこ、1978年2月26日 - ）は、日本の俳優。
福岡県出身。演劇集団 円所属。福岡大学人文学部文化学科卒業。

## 出演

### 映画
- 陽だまりの彼女（監督：三木孝浩/2013年）
- 退屈な日々にさようならを（監督：今泉力哉/2017年）-清田役
- 幸福自慢（監督：小池まり/2017年）
- アルキメデスの大戦（監督：山﨑貴/2019年）
- ナナメの食卓（監督：岸朱夏/2020年）-近藤達紀役-主演
- シャイロックの子供たち（監督：本木克英/2023年）-劇中劇ソラーニオ役
- 雪風YUKIKAZE（監督：山田敏久/2025年）-杉浦艦長役

### テレビドラマ
- 絶対零度（2010年.CX）-爆弾特殊班役
- いじわるばあさん（2011年.CX）-悪徳不動産社員役
- 美咲ナンバーワン！！（2011年.NTV）-警備員役
- 撮らないでください！！グラビアアイドル裏物語（2012年.TX）-タレントマネージャー役
- 新.死体は語るII（2012年.TX）ー北村役
- 浅見光彦シリーズ31  箸墓幻想（2012年.TBS）-山室繁役
- 旅行作家・茶屋次郎　日光鬼怒川殺人事件（2013年.TX）-薬剤業者役
- 酔いどれ小藤次（2013年.NHK BSプレミアム BS時代劇）-門番役
- 松本清張サスペンス　留守宅の事件（2013年.TX）-刑事役
- 検事・悪玉（2016年.EX）-新井俊平役
- 沈まぬ太陽（2016年.第19話.WOWOW）-記者役
- 100の資格を持つ女 「狙われたアイドル！未解決、夢と絶望のストーカー殺人の闇!! 沖縄の高級リゾートホテルで因縁の再会 母の無念と涙の復讐劇!!」（2017年..EX）-菅野昌之役
- テミスの剣（2017年.TX）-刑事役
- 事件 「毒婦と呼ばれた女！夫を無理心中で殺し、今度は愛人を…絶対不利の状況で逆転裁判なるか？消された盗撮カメラの謎」（2017年..EX）-記者役
- ご参考までに4（2018年.NTV）
- 名もなき復讐者ZEGEN（2019年.関西テレビ）-従業員役
- あまんじゃく2（2020年.TX）-望月修一郎役
- 警視庁・捜査一課長2020（season4）（2020年.第7話..EX）-神石礼二役
- 刑事7人（2020年.第一話..EX）-捜査班役
- エンディングカット（2022年.NHK）-担任.上田太一役
- 刑事7人（2023年.第7話..EX）-犯人の父親役
- OZU 〜小津安二郎が描いた物語〜（2023年.第4話.WOWOW）-人事部.西野役
- 大河ドラマ　光る君へ（2024年.第10話.NHK）-家司役
- フクロウと呼ばれた男（2024年.ディズニープラス）-アナウンサー役
- マイダイアリー（2024年.第一話.EX）ーバス運転士役

### ラジオドラマ
- 幸せDEATH(です)（2012年.NHK FMシアター）
- 映画を聴きに行きませんか（2013年.NHK FMシアター）
- 春を待つ音（2017年.NHK FMシアター）
- エンディングカット（2019年.NHK FMシアター）
- 夜のストーリーボックス（2019年.NHK FMシアター）
- 田羅間さん、どこ行った？（2020年.NHK FMシアター）
- おやつのいくさ（2020年.NHK FMシアター）
- おしゃべりなバディ（2023年 .NHK FMシアター）

### ＣＭ
- ふだんプレミアム　おいしい7daysコンセプト編（2017年Panasonic）
- 十六茶登場編（2018年　アサヒ飲料）
- スクールIE2022「あ、成長してる」編（2022年　スクールIE）

### Ｗｅｂ ムービー
- 働くパパママ川柳ムービー（2017年.オリックス）

### 劇場版アニメ
- ハウルの動く城（2004年.スタジオジブリ）

### 舞台
- 「宙をつかむ」（2009年.円公演.紀伊國屋ホール）
- 「シーンズ・フロム・ザ・ビッグ・ピクチャー」（2010年.円公演.紀伊國屋ホール）
- 「理解」（2011年.演出：森新太郎.モナカ興業.OFF.OFFシアター）
- 「傷」（2011年.作/演出：宅間孝行.東京セレソンDX.シアターサンモール）
- 「宝島」（2011年年.円こどもステージ.シアターΧ）
- 「戯伝写楽」（2012年.演出：中屋敷法仁.スペース・ゼロ）
- 「明暗」（2012年.現代演劇協会.紀伊國屋サザンシアター）
- 「夏ノ方舟」（2013年.作/演出：東憲司.ステージ円）
- 「おばけりんご」（2013年.円こどもステージ.シアターΧ）
- 「朽ちるまにまに」（2014年.作/演出：桑原裕子.ステージ円）
- 「ひゅーどろろ」（2014年.円こどもステージ.シアターΧ）
- 「アジェについて[2]」（2015年.作/演出：今泉力哉.新宿ゴールデン街劇場）
- 「人民の敵[3]」（2015年.演出：森新太郎.オフィスコットーネ.吉祥寺シアター）
- 「フォースタス」（2015年.演出.鈴木勝秀.東京芸術劇場シアターウエスト）
- 「透明な血」（2016年.作/演出：東憲司.すみだパークスタジオ倉）
- 「景清」（2016年.演出：森新太郎.吉祥寺シアタ）
- 「アマデウス」（2017年.演出：松本幸四郎《現.松本白鸚》松竹公演.サンシャイン劇場.他）
- 「ぞんぞろり」（2017年.円こどもステージ.シアターΧ）
- 「十二夜」（2018年.円公演.シアターΧ）
- 「ヴェニス の商人」（2019年.円公演.吉祥寺シアター）
- 「光射ス森」（2020年.作/演出：内藤裕子[4].シアターΧ）
- 「それどころじゃない[5]」（2022年.作/演出：安藤奎. 劇団アンパサンド.アトリエヘリコプター）
- 「貴婦人の来訪」（2022年.演出：五戸真理枝.新国立劇場小劇場）
- 「キレイちゃんとけだもの[6]」（2022年.円こどもステージ.シアターΧ）
- 「ソハ、福ノ倚ルトコロ[7]」（2022年.作演出：内藤裕子.吉祥寺シアター）
- 「ペリクリーズ」（2023年.演出：中屋敷法仁.シアターΧ）
- 「ふるあめりかに袖はぬらさじ」（2023年.演出：斉藤雅文[8].松竹公演.新橋演舞場）
- 「グレンギャリーグレンロス」（2023年.演出：内藤裕子.俳優座劇場）
- 「あらしのよるに~ひみつのあいことば[9]」（2024年.円こどもステージ.シアターΧ）
- 「地上最後の冗談」（2025年. 銀プロ.演出：青山勝.OFF.OFFシアター）
- 「メリーさんの羊」（2025年.山の羊舎.小劇場楽園）
- 「二十日鼠と人間」（2025年.演出予定：松本哲也.シアターΧ）